# Ali Bougheraba
Pour les articles homonymes, voir Bougheraba.
 (21 avril 2022).
 (21 avril 2022).
Ali Bougheraba est un comédien et metteur en scène français, d’origine algérienne, né le 3 juillet 1976 à Marseille. Il est le frère des comédiens Redouane Bougheraba et Ichem Bougheraba, ainsi que du réalisateur Hakim Bougheraba.

## Biographie
Jeune  Ali Bougheraba se fait d’abord remarquer au centre de formation de l’Olympique de Marseille avant de se rediriger vers l’humour et la comédie. Quelques années plus tard, il participe au « Match Des Héros » le 13 octobre 2021 au stade Vélodrome.
Du théâtre classique aux matches d'improvisation en passant par de nombreux sketches, le parcours d'Ali Bougheraba se veut complet.
Il joue ses classiques avec la compagnie Les Carboni[style à revoir] Il s'y illustre dans des grands textes du répertoire comme Titus Andronicus de William Shakespeare, Lucrèce Borgia de Victor Hugo, Monsieur de Pourceaugnac de Molière.
Il s'essaie avec succès au théâtre musical avec Un de la Canebière et L'Étonnant Destin de René Sarvil, dans lequel il incarne le rôle principal.
En 2010, il se produit dans le one-man-show Ali au pays des merveilles, dans lequel il s'inspire du quartier de son enfance. Avec ce spectacle, il arpente aussi bien le festival d'Avignon que les théâtres parisiens tels que le Point-Virgule ou le Théâtre de Dix Heures. Le spectacle se joue un peu partout en France pendant plus de 5 ans.
Il remporte le prix du jury de la « Factorire » et il est le deuxième finaliste des Rails de l'humour.
En 2013, il se lance dans son deuxième seul en scène : L’Odyssée de la moustache, au Théâtre du Chêne noir au Festival d'Avignon en juillet 2013.
À la télévision, on l'a notamment aperçu à l'occasion de Rire contre le racisme[Quand ?] sur France Télévisions.
Le 7 février 2015, il reçoit au Ciné-Théâtre de Tournon-sur-Rhône (Ardèche) le prix Philippe Avron, décerné par le Festival National des Humoristes.
En 2017, son spectacle Ivo Livi ou le Destin d'Yves Montand reçoit le Molière du spectacle musical.
En 2018, il joue un nouveau seul en scène intitulé L'odyssée de la moustache. Dedans, il y parle « de ses peurs, de sa relation paternelle et filiale tout en insufflant quelques vérités sur l'intégration (la «tectonique des races») ».
Début 2022, le film Les SEGPA sort en salle en France. Il s'agit de l'adaptation pour le grand écran de la web-série éponyme aux 1,9 million d'abonnés sur YouTube. Ce film, réalisé par Ali et son frère Hakim, est, tout comme pour la web-série, coproduit par Cyril Hanouna. Le film est porté par son petit frère, Ichem Boughéraba, et entre autres pour le casting secondaire par Camille Lellouche, Emma Smet, Alban Ivanov.

## Filmographie

### Réalisateur
- 2022 : Les SEGPA de lui-même et Hakim Bougheraba
- 2023 : Les SEGPA au ski de lui-même et Hakim Bougheraba
- 2025 : Délocalisés de lui-même et Redouane Bougheraba

### Scénariste
- 2017 : C'est tout pour moi de Nawell Madani et Ludovic Colbeau-Justin
- 2022 : Les SEGPA

### Acteur

#### Cinéma

##### Court-métrage
- 2009 : Sur les traces des Metempsychotiques de Loïc Nicoloff : Darius

#### Télévision

##### Téléfilms
- 2014 : La crèche des hommes de Hervé Brami : Hicham

##### Séries télévisées
- 2012 : On m'a volé ma paternité (Reconnaissance abusive) de Lionel Smila (Le Jour où tout a basculé (S2 - E.55)) : Sami

- 2021 : Plan B de Jean-François Asselin, Jacques Drolet (TF1) : Ousmane (Ep. 1-5)